# Артигас (департамент)
Арти́гас (исп. Artigas) — один из департаментов Уругвая. Административный центр — город Артигас. Благодаря своему расположению, граничит: на севере с Бразилией, от которой отделяется рекой Куараи, на юге с департаментом Сальто, а на западе — с Аргентиной, границы с которой проходят по реке Уругвай.
На северо-западе департамента находится город Белья-Унион, получивший своё название, потому что находится на границе трёх государств: Бразилии, Аргентины, Уругвая.

## Демография
По данным переписи 2004 года население департамента составляет 78 019 человек. Гендерный состав: 100,4 мужчин на 100 женщин. Рождаемость: 19,36 на 1000 человек; смертность: 7,46 на 1000 человек. Прирост населения: 0,113 %. Средняя продолжительность жизни: 75,07 лет.
Населённые пункты с населением свыше 1000 человек по данным переписи 2011 года:
| Город           | Население, чел. (2011) |
| --------------- | ---------------------- |
| Артигас         | 40 658                 |
| Белья-Уньон     | 12 200                 |
| Томас-Гоменсоро | 2659                   |
| Бальтасар-Брум  | 2531                   |
| Лас-Пьедрас     | 2771                   |
| Пинтадито       | 1642                   |
| Секейра         | 1149                   |

Прочие населённые пункты: Бернабе-Ривера, Кайнса, Кальну, Колония-Пальма, Коронадо, Куарейм, Серро-Сан-Эухенио, Серро-Сигнорельи, Серро-Эхидо.

## Экономика
Основные отрасли промышленности - животноводство, растениеводство, горнодобывающая промышленность. 
Животноводство представлено поголовьем овец и крупного рогатого скота. Производство овечьей шерсти, кожи. Пищевая промышленность - производство молока, сахара, корма для скота, обработка риса и овощей.
Важное место занимает горная промышленность - добыча полудрагоценных камней, в особенности аметистов, рубинов и агатов. Часто минералы встречаются в жеодах. Продукция горной промышленности обрабатывается как на заводах, так и в небольших кустарных мастерских.
Распространён торговый туризм. Туристов (в основном из Бразилии) привлекают дешёвые магазины в Артигасе и Белья-Уньон.
Доля местной экономики в национальном ВВП страны составляет 1,5%.

## Административное деление
Департамент Артигас делится на 3 муниципалитета:
- Белья-Уньон (Bella Unión)
- Томас-Гоменсоро (Tomás Gomensoro)
- Бальтасар-Брум (Baltasar Brum)